# 坐禪三昧經
《坐禪三昧經》，又稱《禪經》、《菩薩禪法經》、《禪法要》，鳩摩羅什於弘始四年（402）譯出，內容彙集西北印佛教各家禪師的禪要，兼有說一切有部與大乘佛教的禪法。
與《修行方便禪經》齊名，坐禪三昧經稱為「關中禪經」，修行方便禪經（誤題作「達摩多羅禪經」）則稱為「廬山禪經」。

## 題名
《坐禪三昧經》譯出時原名《禪經》，弘始九年校正後稱為《禪法要》 。至僧祐著錄時，《菩薩禪法經》、《坐禪三昧經》二名並行，當時還有名為《阿練若習禪法經》（阿蘭若習禪法）的別生經，即是抄自本經第一卷。
禪是禪那的省稱，六波羅蜜之一，指能達到四種色界定的精神狀態。坐禪是在靜室內以坐姿修禪。三昧是心專注於所緣境，進入一境性、不散亂的狀態。菩薩禪法是大乘佛教於菩薩道修行的禪法。阿練若，意譯叢林，指森林中的空地，為修行者清靜修道的場所。

## 歷史
鳩摩羅什於弘始三年冬（401年）抵達長安，僧叡向鳩摩羅什學習禪法，抄撰《禪經》，於弘始四年（402年）出經，弘始九年（407年）重校。
《坐禪三昧經》是眾家禪要抄錄本，上卷言五門禪法，以問答方式敘述不淨觀、慈悲心、十二因緣、數息、念佛三昧，彙集了婆須蜜、僧伽羅叉、漚波崛、僧伽斯那、勒比丘、馬鳴、鳩摩羅陀七家禪法。
下卷敘述四禪、四無色定、五通、四念止、四法緣十六行相、四善根位、見道十六心、聲聞四果、三種辟支佛及菩薩五門禪法、三法忍，最後以馬鳴所造二十偈作結。
鳩摩羅什後依《持世經》出《十二因緣》一卷，又傳出解釋《禪法要》的《禪法要解》二卷。《禪法要解》不逐句注解，而是對部分禪法或名相加以說明。